# 大西弘
大西 弘（おおにし ひろむ、1908年（明治41年）6月18日 ‐ 1975年（昭和50年）1月17日） は、昭和期の実業家、政治家。衆議院議員、松山市議会議長。

## 経歴
愛媛県松山市山越で生まれた。除虫菊製造業を営み、大西土地建物を設立して社長に就任し、四国畜産 (株) 重役、松山市御幸農業会長なども務めた。
1947年（昭和22年）4月、松山市議会議員、愛媛県議会議員に選出され、松山市議会議長を務め、県議会では愛媛民主党に所属して活動した。1949年（昭和24年）1月の第24回衆議院議員総選挙に愛媛県第1区から民主自由党所属で出馬して当選し、その後、自由党に所属して衆議院議員に1期在任した。この間、自由党総務などを務めた。その後、第25回総選挙に立候補したが落選した。